# بطولة العالم لسباقات فورمولا 1 موسم 1981
بطولة العالم لسباقات فورمولا 1 موسم 1981 عقدت في سنة 1981 م، وفاز بها نيلسون بيكيه (بالإنجليزية: Nelson Piquet)‏ من فريق برابهام (بالإنجليزية: Brabham)‏ بسيارته الكوزوورث (فورد). نيلسون بيكيه الذي بدأ السباق في الخط رقم 4 حصل على أفضل توقيت في الجولة 1 من السباق في أسرع لفة له. هذا السائق في المجموع حصد 50 نقطة.

## الوصلات الخارجية
- الموقع الرسمي للفورمولا 1